# Tiro nos Jogos Olímpicos de Verão de 2012 - Pistola de ar 10 m feminino
A prova da pistola de ar 10 metros feminino do tiro nos Jogos Olímpicos de Verão de 2012 foi disputada no dia 28 de julho no Royal Artillery Barracks, em Londres.
49 atletas de 38 nações participam do evento. A competição consistiu de duas rodadas (uma de qualificação, e uma final). Na qualificação, cada atiradora efetuou 40 disparos usando uma pistola de ar a uma distância fixa de 10 metros do alvo. Cada tiro vale de 1 a 10 pontos.
As 8 melhores atiradors desta fase avançam à final. Nesta fase, as atiradoras efetuam mais 10 disparos, que valem de 0.1 a 10.9.
A medalhista de ouro foi Guo Wenjun, da China, a medalha de prata para a francesa Céline Goberville e o bronze para Olena Kostevych, da Ucrânia.

## Medalhistas
| Ouro   | CHN Guo Wenjun        |
| Prata  | FRA Céline Goberville |
| Bronze | UKR Olena Kostevych   |

## Resultados

### Qualificação
| Pos. | Atleta                        | 1  | 2  | 3  | 4  | Total | Notas |
| ---- | ----------------------------- | -- | -- | -- | -- | ----- | ----- |
| 1    | CHN Guo Wenjun                | 98 | 98 | 98 | 94 | 388   | Q     |
| 2    | UKR Olena Kostevych           | 97 | 95 | 97 | 98 | 387   | Q     |
| 3    | FRA Céline Goberville         | 96 | 98 | 96 | 97 | 387   | Q     |
| 4    | CHN Su Yuling                 | 97 | 96 | 96 | 97 | 386   | Q     |
| 5    | SRB Zorana Arunović           | 94 | 98 | 96 | 97 | 385   | Q     |
| 6    | BLR Viktoria Chaika           | 96 | 96 | 98 | 95 | 385   | Q     |
| 7    | CZE Lenka Marušková           | 95 | 97 | 96 | 97 | 385   | Q     |
| 8    | RUS Liubov Yaskevich          | 96 | 96 | 94 | 99 | 385   | Q     |
| 9    | BUL Antoaneta Boneva          | 95 | 97 | 96 | 96 | 384   |       |
| 10   | PRK Jo Yong-Suk               | 97 | 96 | 95 | 96 | 384   |       |
| 11   | THA Tanyaporn Prucksakorn     | 93 | 98 | 98 | 94 | 384   |       |
| 12   | IND Heena Sidhu               | 93 | 97 | 97 | 95 | 382   |       |
| 13   | KOR Kim Jang-Mi               | 97 | 97 | 95 | 93 | 382   |       |
| 14   | AUS Dina Aspandiyarova        | 96 | 94 | 98 | 94 | 382   |       |
| 15   | POR Joana Castelão            | 95 | 98 | 96 | 92 | 381   |       |
| 16   | HUN Zsófia Csonka             | 98 | 96 | 94 | 93 | 381   |       |
| 17   | KOR Kim Byung-Hee             | 96 | 95 | 93 | 97 | 381   |       |
| 18   | MGL Otryadyn Gündegmaa        | 95 | 94 | 94 | 97 | 380   |       |
| 19   | MEX Alejandra Zavala          | 97 | 95 | 94 | 94 | 380   |       |
| 20   | GER Claudia Verdicchio-Krause | 95 | 93 | 97 | 95 | 380   |       |
| 21   | VIE Lê Thị Hoàng Ngọc         | 97 | 95 | 94 | 93 | 379   |       |
| 22   | SRB Bobana Veličković         | 93 | 92 | 98 | 96 | 379   |       |
| 23   | IND Annu Raj Singh            | 94 | 96 | 97 | 91 | 378   |       |
| 24   | BUL Maria Grozdeva            | 95 | 94 | 94 | 95 | 378   |       |
| 25   | GER Munkhbayar Dorjsuren      | 95 | 94 | 94 | 95 | 378   |       |
| 26   | ESP Sonia Franquet            | 93 | 95 | 91 | 99 | 378   |       |
| 27   | TPE Tien Chia-chen            | 94 | 96 | 93 | 95 | 378   |       |
| 28   | USA Sandra Uptagraft          | 94 | 91 | 96 | 97 | 378   |       |
| 29   | MDA Marina Zgurscaia          | 91 | 92 | 97 | 97 | 377   |       |
| 30   | TUN Noura Nasri               | 96 | 93 | 93 | 95 | 377   |       |
| 31   | JPN Yukari Konishi            | 93 | 95 | 94 | 95 | 377   |       |
| 32   | FIN Mira Suhonen              | 95 | 99 | 94 | 89 | 377   |       |
| 33   | GEO Nino Salukvadze           | 93 | 95 | 92 | 96 | 376   |       |
| 34   | CAN Dorothy Ludwig            | 94 | 96 | 91 | 95 | 376   |       |
| 35   | SUI Heidi Diethelm Gerber     | 91 | 91 | 97 | 96 | 375   |       |
| 36   | TPE Yu Ai-wen                 | 92 | 94 | 95 | 94 | 375   |       |
| 37   | RUS Natalia Paderina          | 93 | 94 | 95 | 93 | 375   |       |
| 38   | FRA Stéphanie Tirode          | 95 | 92 | 95 | 93 | 375   |       |
| 39   | AZE Irada Ashumova            | 96 | 93 | 90 | 93 | 372   |       |
| 40   | AUS Lalita Yauhleskaya        | 95 | 90 | 94 | 92 | 371   |       |
| 41   | THA Naphaswan Yangpaiboon     | 91 | 92 | 92 | 95 | 370   |       |
| 42   | GRE Athina Douka              | 92 | 91 | 93 | 93 | 369   |       |
| 43   | BRA Ana Luiza Mello           | 91 | 95 | 90 | 91 | 367   |       |
| 44   | POL Beata Bartków-Kwiatkowska | 92 | 97 | 87 | 90 | 366   |       |
| 45   | VEN Maribel Pineda            | 89 | 91 | 93 | 92 | 365   |       |
| 46   | IRQ Noor Al-Ameri             | 91 | 91 | 87 | 91 | 360   |       |
| 47   | GBR Georgina Geikie           | 90 | 89 | 88 | 92 | 359   |       |
| 48   | HON Claudia Fajardo           | 83 | 91 | 84 | 90 | 348   |       |
| 49   | HKG Ip Pui Yi                 | 89 | 89 | 80 | 88 | 346   |       |

### Final
| Pos.              | Atleta                | Qual. | 1    | 2    | 3    | 4    | 5    | 6    | 7    | 8    | 9    | 10   | Final | Total | Notas |
| ----------------- | --------------------- | ----- | ---- | ---- | ---- | ---- | ---- | ---- | ---- | ---- | ---- | ---- | ----- | ----- | ----- |
| Medalha de ouro   | CHN Guo Wenjun        | 388   | 8.0  | 10.8 | 9.3  | 10.5 | 10.1 | 10.1 | 10.3 | 9.8  | 10.4 | 10.8 | 100.1 | 488.1 |       |
| Medalha de prata  | FRA Céline Goberville | 387   | 9.8  | 10.0 | 9.4  | 9.6  | 10.8 | 10.6 | 10.1 | 10.4 | 10.1 | 8.8  | 99.6  | 486.6 |       |
| Medalha de bronze | UKR Olena Kostevych   | 387   | 10.1 | 9.7  | 9.1  | 10.6 | 9.9  | 10.6 | 10.1 | 9.8  | 9.2  | 10.5 | 99.6  | 486.6 |       |
| 4                 | RUS Liubov Yaskevich  | 385   | 10.8 | 9.7  | 9.1  | 10.1 | 10.0 | 9.8  | 9.8  | 10.5 | 10.5 | 10.7 | 101.0 | 486.0 |       |
| 5                 | BLR Viktoria Chaika   | 385   | 9.4  | 9.6  | 10.2 | 10.6 | 9.8  | 10.2 | 9.5  | 10.2 | 10.7 | 10.0 | 100.2 | 485.2 |       |
| 6                 | CHN Su Yuling         | 386   | 8.7  | 9.4  | 9.9  | 10.3 | 10.4 | 9.9  | 10.1 | 9.4  | 10.3 | 10.2 | 98.6  | 484.6 |       |
| 7                 | SRB Zorana Arunović   | 385   | 9.8  | 9.3  | 9.4  | 10.3 | 10.0 | 9.4  | 10.4 | 9.6  | 10.4 | 9.9  | 98.5  | 483.5 |       |
| 8                 | CZE Lenka Marušková   | 385   | 10.5 | 8.8  | 10.6 | 10.5 | 9.5  | 10.2 | 9.4  | 10.2 | 8.8  | 9.3  | 97.6  | 482.6 |       |

Legenda
| Recorde mundial      | Recorde mundial (World record)               |                       | Recorde africano                      | Recorde africano (African) |                                           | Q | Classificado por posição (Qualified) |
| Recorde olímpico     | Recorde olímpico (Olympic record)            | Recorde da América    | Recorde da América (Americas)         | q                          | Classificado por melhor tempo (Qualified) |   |                                      |
| Melhor marca do ano  | Melhor marca do ano (World leading)          | Recorde asiático      | Recorde asiático (Asian)              | DNS                        | Não largou (Did not start)                |   |                                      |
| Recorde nacional     | Recorde nacional (National record)           | Recorde europeu       | Recorde europeu (European)            | DNF                        | Não terminou (Did not finish)             |   |                                      |
| Recorde pessoal      | Recorde pessoal do atleta (Personal best)    | Recorde da Oceania    | Recorde da Oceania (Oceania)          | DSQ / DQ                   | Desclassificado (Disqualified)            |   |                                      |
| Recorde da temporada | Recorde da temporada do atleta (Season best) | Recorde sul-americano | Recorde sul-americano (South America) | NM                         | Sem marca (No mark)                       |   |                                      |